# تريفور بيرش
تريفور بيرش (بالإنجليزية: Trevor Birch)‏ (20 نوفمبر 1933 بويست بروميتش في المملكة المتحدة - 1 مايو 2013) هو لاعب كرة قدم بريطاني في مركز نصف الجناح. لعب مع أستون فيلا وستوكبورت كونتي ونونيتون بورو ‏.